# 極限境界線-救出までの18日間-
『極限境界線-救出までの18日間-』（きょくげんきょうかいせん きゅうしゅつまでのじゅうはちにちかん、原題：교섭、英題：The Point Men）は、2023年の韓国のアクション映画。
監督はイム・スルレ、出演はファン・ジョンミンとヒョンビンなど。配給会社メガボックス・プラスエム。製作費は最低100億ウォン（約9億円）以上。
2007年にアフガニスタンで発生したターリバーンによる韓国人拉致事件から着想を得た作品である。

## ストーリー
2001年9月11日に発生した同時多発テロへの報復としてアメリカがアフガニスタンに侵攻し、親米政権が樹立。韓国も含めた各国の軍隊が駐留する事で治安維持に当たるも、自爆テロや外国人の拉致が繰り返される等、情勢の混迷具合は未だ留まることを知らなかった。
そんな中での2007年、韓国外務省に自国の民間人23人がテロ組織のタリバンに拉致されたとの急報が入る。アフガニスタンには当然のことながら渡航禁止命令が出ていた事から訝しむ外交官のチョン・ジェホだったが、民間人たちは皆キリスト教系の教会の会員達であり、布教活動を行うためにわざわざ他国を経由してアフガニスタンに入国していた事を知る。
タリバンは「アフガニスタン政府に捕虜として拘束されている自軍構成員の開放」と「韓国軍のアフガニスタンからの撤退」を要求する。
外務事務次官達と共にアフガニスタンに入国して政府との外交交渉に挑むジェホだったが、テロリスト達の要求に関しては自国の軍隊の撤退は決まっていたスケジュールを早めるだけな事から何とかクリアできたものの、捕虜の開放に関しては、テロリストとの戦闘を継続中であるアフガニスタン政府から民間人達の入国の理由もあって色よい返事をもらえずに、テロリストが指定した約束の時間だけが刻一刻と迫ってくる。
ジェホは韓国政府として、又、外交官としての立場を守りつつも、中東の情勢に詳しい国家情報院（NIS）の要員パク・デシクの助力を得ながら何とか人質を救出しようと様々な方法を駆使して奮闘するが…

## キャスト
| 役名                   | 役名（韓）     | 俳優               | 日本語吹替 | 詳細                  |
| ---------------------- | -------------- | ------------------ | ---------- | --------------------- |
| チョン・ジェホ         | 정재호         | ファン・ジョンミン | 咲野俊介   | 韓国外交官            |
| パク・デシク           | 박대식         | ヒョンビン         | 日野聡     | 国家情報院（NIS）要員 |
| イ・ボンハン（カシム） | 이봉한（카심） | カン・ギヨン       | 福西勝也   | パシュトー語通訳      |
| パク・ジョンリャク     | 박전략         | パク・ヒョンス     | 斉藤隼一   | 韓国外交官            |
| シム・ボジョン         | 심정보역       | アン・チャンファン | 蒔村拓哉   |                       |

- 日本語吹替版その他：橋本しんめい、野沢聡、白石兼斗、遠藤航、菊池康弘、石黒史剛、大下昌之、上住谷崇、佐々木義人、寺西はる、神本綾華

- 日本語版制作スタッフ 演出：神本忠弘、翻訳：江波智子、制作：HALF H・P STUDIO

## 撮影スケジュール
- 2020年4月　韓国内で先行撮影開始
- 2020年7月13日　撮影チームがチャーター便でヨルダンへ出発[2]
- 2020年8月下旬～9月にかけてキャストが撮影地のヨルダンより無事帰国した。
- 2020年9月12日　ヒョンビンが仁川国際空港へ帰国、新型コロナウィルス防疫指針に従い2週間の自主隔離に入る[3][4]。

## エピソード
- 新型コロナウィルスの影響でヨルダンが韓国人の入国を2/23より禁止したため、撮影開始が3月から4ヶ月遅延し7月中旬開始となった[5]。
- 撮影地ヨルダンは韓国ドラマではtvNドラマ『ミセン-未生-』（2014年）で初めて撮影地となった[6]。